# Chersotis dequadrata
Chersotis dequadrata là một loài bướm đêm trong họ Noctuidae.